# Сииласвуо, Ялмар
Я́лмар Фри́долф Си́иласвуо (фин. Hjalmar Fridolf Siilasvuo, до 1936 года Я́лмар Фри́долф Стрёмберг (швед. Hjalmar Fridolf Strömberg), 18 марта 1892 в Гельсингфорсе — 11 января 1947 в селе Лиминка, провинция Северная Остроботния) — финский военачальник, генерал-лейтенант. Участвовал в Зимней войне (1939—1940), советско-финской войне (1941—1944) и Лапландской войне; кавалер ордена Креста Маннергейма.

## Биография
Родился в семье редактора газеты. Изучал право, затем служил в Министерстве образования. Во время Первой мировой войны прошёл военную подготовку в Германии и был офицером в 27-м финском егерском батальоне, который принял участие в войне на северном фланге Восточного фронта, сражался под Ригой.
Во время Гражданской войны Стрёмберг командовал 3-м батальоном (ранее ротой) финской армии, участвовал во взятии Хельсинки и торжественном параде по этому поводу, а также в боях за Тампере и Выборг. Советские историки предполагали, что Стрёмберг был непосредственно причастен к Выборгской резне: финские историки обходят этот вопрос стороной, сам он при жизни никогда о случившемся в Выборге не говорил. В 1934 был назначен командующим Североёстерботтенским военным округом.
Во время Зимней войны Сииласвуо руководил действиями 9-й пехотной дивизии финской армии (это соединение чаще называли бригадой Сииласвуо) в сражениях при Суомуссалми и при Кухмо. Всё командование этой дивизии состояло из ветеранов 27-го финского егерского батальона, а должность начальника штаба 9-й пехотной дивизии выполнял капитан Армо Марттинен. Имея в своём распоряжении лишь лёгкую пехоту, которая могла ходить на лыжах, и почти не располагая артиллерией, под командованием Сииласвуо в битве при Суомуссалми 9-я пехотная дивизия разбила 163-ю и 44-ю стрелковую дивизии Красной армии. После битвы полковник Сииласвуо получил звание генерал-майора и был сразу направлен в Кухмо для разгрома 54-й дивизии РККА. В ходе сражения финны захватили так много орудий и миномётов, что в битве при Кухмо Сииласвуо отдал приказ об артиллерийской подготовке. В результате этой артподготовки финнами было выпущено 3 200 снарядов, что было роскошью для финской армии к северу от Ладоги. Несмотря на это, 54-я дивизия РККА удержала свои позиции на перешейке озера Сауна и находилась в окружении, пока её не спас мирный договор; войска Сииласвуо под Кухмо уже несли большие, чем при Суомуссалми, потери.
После начала Войны-продолжения в 1941—1942 годах Сииласвуо руководил действиями III корпуса на Карельском перешейке, который был передан в подчинение немецкой армии Norwegen 15 июня 1941 года. Корпус действовал на Ухтинском и Кестеньгском направлениях, стремясь выйти в Карелию и перекрыть стратегическую железную дорогу из Мурманска на юг, однако не преуспел в этом. В боях в Карелии за генералом закрепилось прозвище «Кровавый», но не из-за жестокости к врагам (по словам Мики Кулью, Сииласвуо относился к гражданскому населению подчёркнуто гуманно), а из-за отправки войск в безнадёжные атаки и их гибели в окружениях (так, командира 6-й дивизии Вернера Вииклу это бездумие довело до самоубийства). Войскам Силласвуо помогали немцы, однако генерал критически оценивал возможности немцев драться в приполярных лесах. Осенью 1941 года Сииласвуо был произведён в генерал-лейтенанты и отправлен в Хельсинки главным инспектором военных училищ (проработал в 1942—1944 годах). В феврале 1944 года вновь был назначен командиром III корпуса, развёрнутого на востоке Карельского перешейка на Кексгольмском направлении и оборонявшего Вуоксинскую водную систему от 23-й армии Ленинградского фронта, вышедшей сюда 20 июня 1944 года.
В связи с готовившимся выходом Финляндии из войны с Советским Союзом в середине 1944 года спецслужбы Германии планировали военный переворот в Финляндии и рассматривали Сииласвуо как одного из наиболее вероятных кандидатов на пост нового главнокомандующего финской армией. Однако после заключения перемирия с Советским Союзом в 1944 году Сииласвуо в конце сентября 1944 года был назначен командующим Лапландскими войсками, предназначенными для ведения военных действий против находившихся там немецких войск. Командный пункт Сииласвуо находился в Оулу. Лапландские войска начали своё наступление в сентябре 1944 года: 1 октября пехота высадилась в Торнио, организовав восстание в городе и выбив немцев. Финнам после взятия Торнио достался склад спиртного, который не уничтожили немцы, и последствия этого захвата привели к тому, что злоупотреблявшие алкоголем солдаты чуть не сдали город обратно контратаковавшим немцам, окончательно вытеснив их 8 октября из города. Подобный инцидент с войсками Сииласвуо повторился в Кемиярви, когда финны захватили и там склад с водкой. Эта финская беспечность привела к тому, что финны позволили немцам не только отступить в Норвегию, но и взорвать мосты. 14 октября немцы разрушили до основания город Рованиеми отчасти из-за того, что разгоревшийся в городе пожар добрался до эшелона с боеприпасами. Несмотря на нехватку сил, Сииласвуо упорно добивался того, чтобы финны продолжали борьбу: 26 октября под Танкаваарой четыре финских батальона наступали на 12 батальонов вермахта, а в тот же день под Муонио чуть не была окружена и разгромлена 6-я горнопехотная дивизия СС «Норд». Помощь генералу Сииласвуо оказал советский генерал К.А.Мерецков, который организовал наступление в сторону Норвегии и отвлёк на себя силы. К 20 ноября финские и советские войска вышли к норвежской границе, а остатки немцев ушли в Норвегию.
21 декабря 1944 года Сииласвуо был награждён Крестом Маннергейма. После окончания войны в 1944 году принял командование 1-й дивизией и занимал эту должность вплоть до своей смерти в 1947 году. 13 февраля 1945 года состоялось его последнее публичное выступление перед войсками.

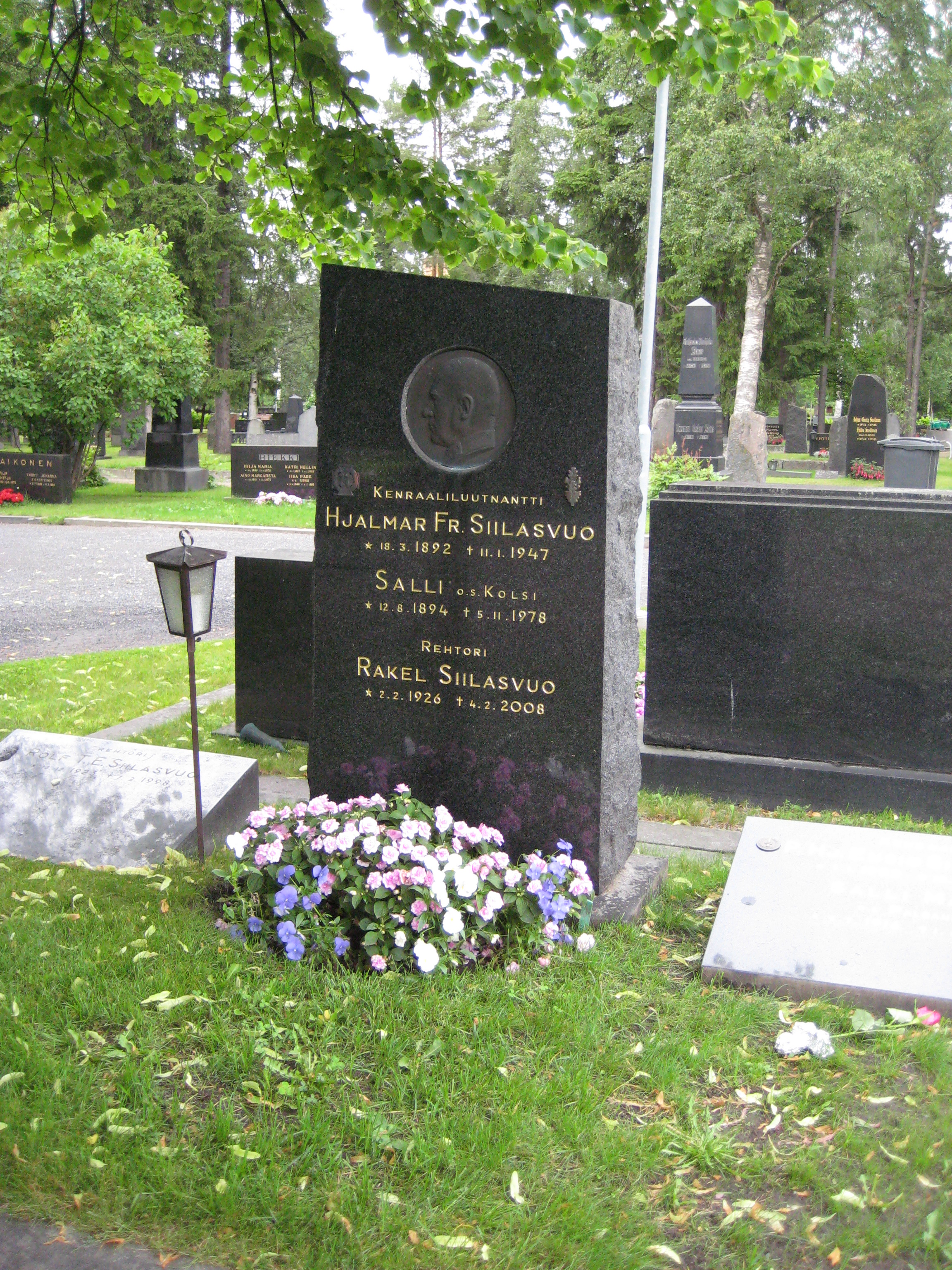
могила Сииласвуо в Оулу

C 1920 года Ялмар был женат на Салли Колсин, у них было трое детей. Один из сыновей, Энсио (1922—2003), был деятелем миротворческих сил ООН на Ближнем Востоке, доктором политических наук и генералом финской армии.